# Giuseppe Venanzio Marvuglia
Giuseppe Venanzio Marvuglia (né à Palerme en 1729 – mort à Palerme en 1814) est un architecte sicilien. Son œuvre symbolise la transition entre le baroque sicilien, alors en déclin, et le style néoclassique en plein essor.

## Biographie
Marvuglia avait une profonde maîtrise des proportions et de la masse. Son Palazzo Costantino, un projet qu’il entama en 1787, consiste en un mélange d’éléments néoclassiques et palladiens. Le Palazzo Riso-Belmonte, achevé en 1784, montre mieux que tout autre les derniers jours du Baroque sicilien et sa métamorphose vers le néoclassicisme.
On doit à Marvuglia deux villas situées dans l’enclave aristocratique alors très à la mode de Bagheria. La Villa Villarosa (it), néoclassique dans son esprit, s’inspire ouvertement des hôtels de la place de la Concorde à Paris, d'Ange-Jacques Gabriel.
En tant qu’enseignant, Marvuglia était un ardent promoteur de l’étude des anciens temples grecs de la Sicile. Cependant, malgré sa réputation d’architecte néoclassique, il n’appliqua jamais avec une parfaite rigueur les règles et les proportions des Anciens à ses propres édifices.

## Galerie photographie

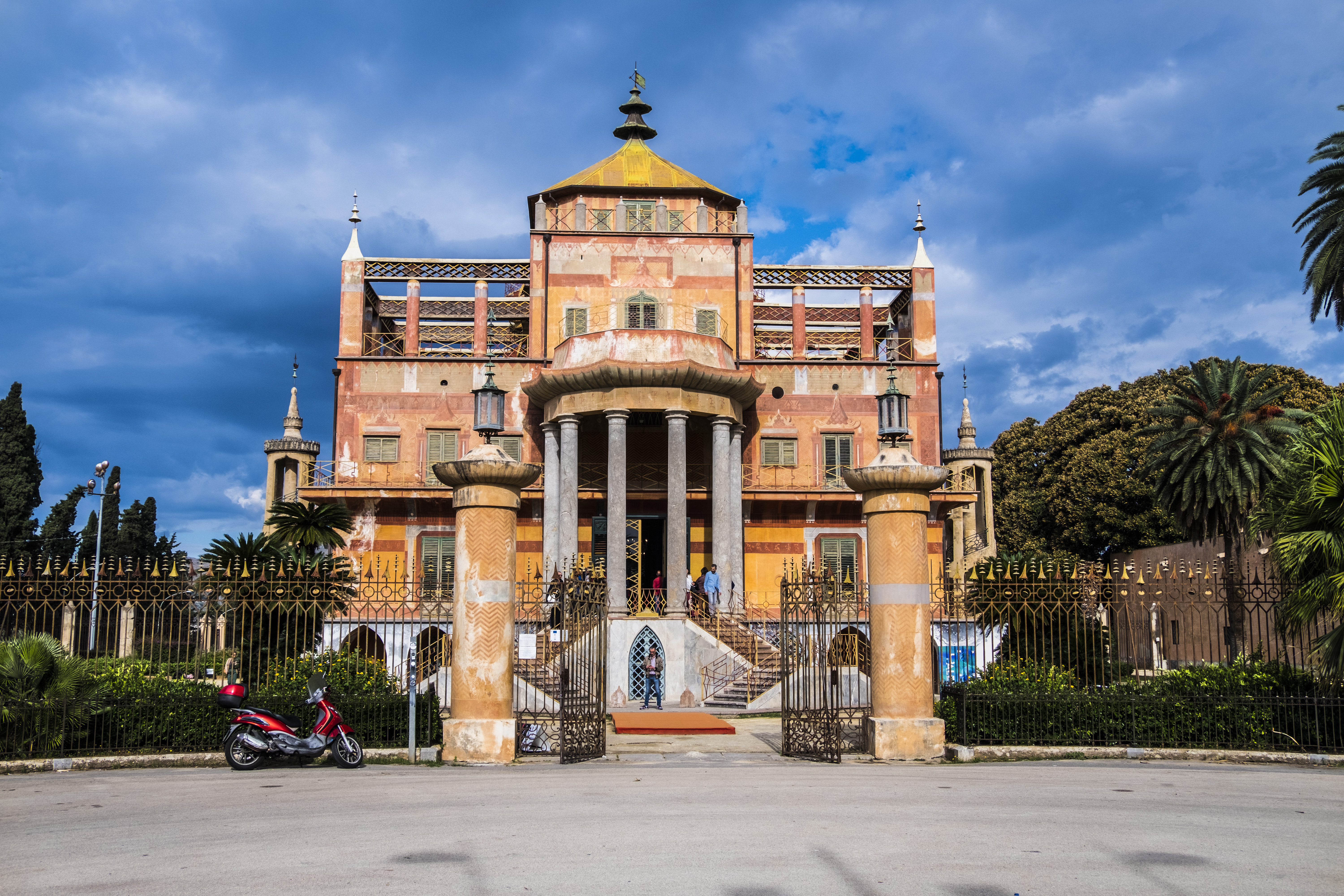
La maison chinoise
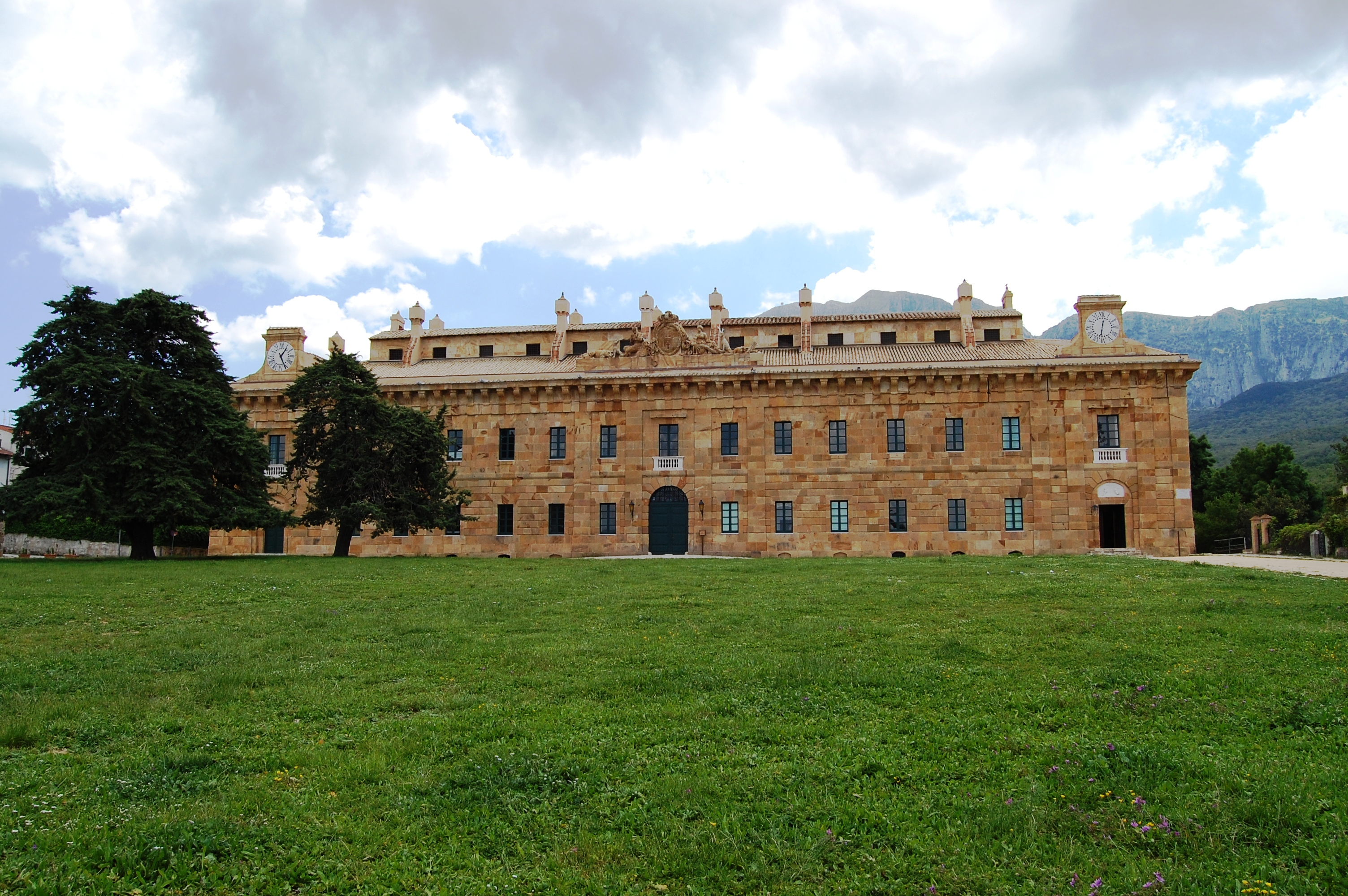
Le pavillon de chasse de Ficuzzia
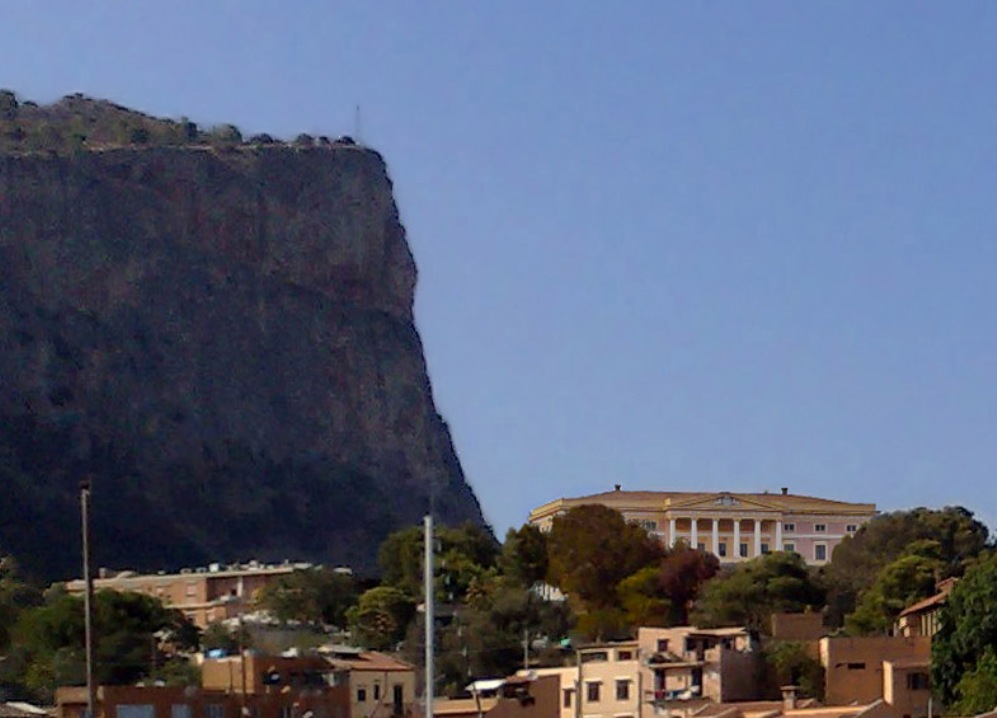
La villa Belmonte